# Velaglucerase alfa
Velaglucerase alfa (tên thương mại VPRIV), được sản xuất bởi Shire plc là một thủy phân lysosome glucocerebroside enzyme cụ thể, đó là một hình thức tái tổ hợp của glucocerebrosidase chỉ như một liệu pháp thay thế enzyme dài hạn đối với những đau khổ của bệnh Gaucher type 1. Nó có một chuỗi amino acid giống hệt với enzym xuất hiện trong tự nhiên. Nó đã được phê duyệt để sử dụng bởi Cục quản lý thực phẩm và dược phẩm Hoa Kỳ (FDA) vào ngày 26 tháng 2 năm 2010 

## Sản phẩm cạnh tranh
Imiglucerase là phiên bản của glucocerebrosidase tái tổ hợp của Genzyme. Nó được bán trên thị trường toàn cầu dưới tên thương mại là Cerezyme.
Ngoài ra, Protalix và Pfizer đã nhận được sự chấp thuận cho tiếp thị Taliglucerase alpha ở Israel, Brazil, Canada và Hoa Kỳ Các công ty dự kiến cũng sẽ nộp đơn xin ủy quyền tiếp thị ở châu Âu và các nơi khác trên thế giới.